# Hoplopsis minuta
Hoplopsis minuta is een vliesvleugelig insect uit de familie Encyrtidae. De wetenschappelijke naam is voor het eerst geldig gepubliceerd in 1793 door Fabricius.